# انتخابات ریاست‌جمهوری گابن (۲۰۱۶)
انتخابات ریاست‌جمهوری گابن در ۲۷ اوت ۲۰۱۶ (۶ شهریور ۱۳۹۵) برگزار شد.در این انتخابات رئیس‌جمهور علی بونگو اوندیمبا بار دیگر به پیروزی رسید. نتایج در ۳۱ اوت برابر با ۱۰ شهریور اعلام شد.

## روش
رئیس‌جمهور گابن با یک دور انتخاب به مدت هفت سال انتخاب می‌شود. هر کدام از نامزدها که رأی بالاتری آورَد فارغ از آن که توانسته باشد رأی اکثریت را بیاورد، رئیس‌جمهور قانونی گابن خواهد شد.

## نامزدها
همان‌طور که انتظار می‌رفت علی بونگو اوندیمبا در پورت جنتیل مورخ ۲۹ فوریه ۲۰۱۶ اعلام نامزدی کرد.
در پایان ۱۹ نفر درخواست نامزدی خود را برای ریاست‌جمهوری اعلام کردند که در نهایت کمیسیون ملی مستقل و دائمی انتخابات (CENAP) در ۱۵ ژوئیه ۲۰۱۶ اعلام کرد که صلاحیت ۱۴ نفر از آن‌ها را مورد تأیید قرار داده‌است. این کمیسیون، نامزدی علی بونگو، رئیس‌جمهور این کشور را هم تأیید کرد. این در حالی بود که مجادلات زیادی در مورد صلاحیت وی در این کشور صورت گرفته بود. رقبای او مدعی بودند که او متولد گابن نیست و فرزندخواندهٔ عمر بونگو است. از همین رو اعضای کمیسیون نتوانستند در مورد وی به اجماع برسند و در پایان نامزدی وی با رأی اکثریت مورد تأیید واقع شد. ژان پینگ، یکی از دیپلمات‌های برجستهٔ گابنی که به عنوان نامزد اتحاد نیروهای تغییر وارد کارزار انتخاباتی شده، جدی‌ترین رقیب بونگو به‌شمار می‌رود.

## تبلیغات انتخاباتی
زمان رسمی تبلیغات این انتخابات از ۱۳ اوت ۲۰۱۶ بود. بونگو در یکی از تجمعات طرفدارانش اتهامات مربوط به والدین خود را رد کرد و گفت «آوردن مدرک به عهدهٔ فردی است که چنین ادعایی کرده». همچنین گفت که اپوزیسیون این ادعا را «به خاطر نداشتن یک برنامهٔ خوب» مطرح کرده‌است. وی در طول تبلیغات به مبارزات خود با فساد و افزایش توسعهٔ زیرساخت‌ها اشاره می‌کرد. شعار انتخاباتی وی «بیایید با هم تغییر کنیم» بود.
نامزدهای اصلی مخالف دولت در میانه‌های ماه اوت تصمیم گرفتند حول ژان پینگ به اجماع برسند تا شانس پیروزی خود را در برابر بونگو افزایش دهند. دولت این کار را با عبارت «معاملهٔ اسب» که «هدف آن تقسیم برتری و قدرت است» خطاب کرد.
از آن جا که رهبران اصلی مخالفین به عنوان افراد شاخص عمر بونگو خدمت کرده بودند (و پس از مرگ وی به مخالفین دولت تبدیل شدند) پینگ به عنوان «محافظ پیرِ رفقای بونگو» خطاب می‌شد. کاهش شاخص‌های اقتصادی به دلیل سقوط قیمت نفت باعث نارضایتی بین مردم شد و در نتیجه مخالفین این مسئله را به عنوان یکی از برگ‌های برندهٔ خود به‌شمار می‌آوردند.

## نتایج
پینگ در فردای انتخابات اعلام پیروزی کرد و گفت که «منتظر است تا رئیس‌جمهور رفتنی با او تماس گرفته و پیروزی‌اش را تبریک بگوید». این در حالی بود که هنوز نتایج اعلام نشده بود. از آنجا که تنها کمیسیون انتخابات حق اعلام نتایج را دارد، وزیر کشور گابن، پینگ را متهم به «تلاش برای تأثیرگذاری بر روند دموکراتیک» کرد. این در حالی بود که بونگو اعلام کرد «نباید پوست خرس را پیش از کشتنِ آن بفروشی.» با این حال سخنگوی بونگو کمی بعد گفت که بونگو در شمارش آرا پیش است.
| نامزد                           | حزب                 | آرا     | %     |
| ------------------------------- | ------------------- | ------- | ----- |
| علی بونگو                       | حزب دموکراتیک گابن  | ۱۷۷٬۷۲۲ | ۴۹٫۸۰ |
| ژان پینگ                        | اتحاد نیروهای تغییر | ۱۷۲٬۱۲۸ | ۴۸٫۲۳ |
| هشت نامزد دیگر                  | هشت نامزد دیگر      |         | ۱٫۹۷  |
| آرای باطله/سفید                 | آرای باطله/سفید     |         | –     |
| کل                              | کل                  |         | ۱۰۰   |
| مشارکت                          | مشارکت              | ۶۷۲٬۸۰۵ | ۵۹٫۴۶ |
| منبع: Al Jazeera, Jeune Afrique |                     |         |       |

## پس‌آیند
پس از اعلام نتایج، موج اعتراضات در خیابان‌های لیبرویل به راه افتاد. هدف این افراد حمله به دفاتر کمیسیون انتخابات بود. کمی بعد ساختمان پارلمان گابن توسط مخالفان به آتش کشیده شد. دو کشته حاصل خشونت‌ها در روز پس از اعلام نتایج بود. دولت هواداران ژان پینگ نامزد ناکام انتخابات را عامل آتش‌سوزی پارلمان معرفی کرد. در پی ناآرامی‌ها بان کی مون دبیرکل سازمان ملل متحد خواستار خویشتنداری و حفظ آرامش شد.